# Vela nos Jogos Olímpicos de Verão de 2008 - Tornado
As regatas da classe Tornado nos Jogos Olímpicos de Verão de 2008 aconteceram entre os dias 15 e 21 de agosto no Centro Internacional de Vela de Qingdao, China. 29 barcos competiram.

## Formato da competição
Em cada uma das dez primeiras regatas, os barcos recebem pontos de acordo com a sua colocação final (o vencedor recebe um ponto, o segundo recebe dois pontos etc). Ao final das dez regatas, o pior resultado de cada equipe foi descartado. Os dez barcos com menos pontos se classificaram para a "Medal Race" (Regata da Medalha). Essa regata vale o dobro dos pontos e seu resultado não pode ser descartado.

## Medalhistas
| Ouro   | ESP Fernando Echávarri e Antón Paz   |
| Prata  | AUS Darren Bundock e Glenn Ashby     |
| Bronze | ARG Santiago Lange e Carlos Espínola |

## Resultados
A "Regata M" é a "Regata da Medalha", da qual só participam os dez primeiros colocados das regatas anteriores. Os resultados riscados foram descartados pelos velejadores.
| Pos. | Atletas                                                 | Regata | Regata | Regata | Regata | Regata | Regata | Regata | Regata | Regata | Regata | Regata | Pts. |
| Pos. | Atletas                                                 | 1      | 2      | 3      | 4      | 5      | 6      | 7      | 8      | 9      | 10     | M      | Pts. |
| ---- | ------------------------------------------------------- | ------ | ------ | ------ | ------ | ------ | ------ | ------ | ------ | ------ | ------ | ------ | ---- |
|      | Espanha (ESP) Fernando Echávarri Antón Paz              | 1      | 6      | 1      | 4      | 7      | 13     | 1      | 7      | 1      | 8      | 8      | 44   |
|      | Austrália (AUS) Darren Bundock Glenn Ashby              | 5      | 4      | 3      | 1      | 5      | 9      | 2      | 8      | 7      | 4      | 10     | 49   |
|      | Argentina (ARG) Santiago Lange Carlos Espínola          | 13     | 1      | 1      | 12     | 4      | 6      | 9      | 1      | 9      | 1      | 12     | 56   |
| 4    | Canadá (CAN) Oskar Johansson Kevin Stittle              | 8      | 3      | 9      | 9      | 1      | 15     | 11     | 12     | 2      | 2      | 4      | 61   |
| 5    | Países Baixos (NED) Mitch Booth Pim Nieuwenhuis         | 3      | 13     | 8      | 3      | 10     | 2      | 8      | 3      | 11     | 10     | 6      | 64   |
| 6    | Grã-Bretanha (GBR) Leigh McMillan Will Howden           | 6      | 8      | 13     | 8      | 14     | 7      | 7      | 2      | 3      | 12     | 2      | 68   |
| 7    | Itália (ITA) Francesco Marcolini Edoardo Bianchi        | 15     | 9      | 4      | 2      | 8      | 4      | 6      | 11     | 8      | 6      | 16     | 74   |
| 8    | Alemanha (GER) Johannes Polgar Florian Spalteholz       | 10     | 7      | 11     | 5      | 6      | 1      | 5      | 13     | 4      | 3      | 22     | 74   |
| 9    | Áustria (AUT) Roman Hagara Hans-Peter Steinacher        | 12     | 10     | 14     | 10     | 11     | 3      | 3      | 9      | 5      | 5      | 14     | 82   |
| 10   | Grécia (GRE) Iordanis Paschalidis Konstantinos Trigonis | 2      | 5      | 12     | 7      | 2      | 12     | 4      | 10     | 6      | 13     | 22     | 82   |
| 11   | França (FRA) Xavier Revil Christophe Espagnon           | 7      | 2      | 10     | DNS    | 9      | 10     | 10     | 4      | 10     | 7      | -      | 69   |
| 12   | Bélgica (BEL) Carolijn Brouwer Sébastien Godefroid      | 11     | 11     | 5      | 6      | 3      | 8      | 13     | 6      | DNF    | 9      | -      | 72   |
| 13   | Ucrânia (UKR) Pavlo Kalynchev Andriy Shafranyuk         | 4      | 15     | 6      | 13     | 15     | 11     | 12     | 14     | 13     | 11     | -      | 99   |
| 14   | China (CHN) Luo Youjia Chen Xiuke                       | 9      | 14     | OCS    | DNF    | 13     | 5      | 14     | 5      | 12     | 14     | -      | 102  |
| 15   | Estados Unidos (USA) John Lovell Charlie Ogletree       | 14     | 12     | 7      | 11     | 12     | 14     | 15     | 15     | 14     | 15     | -      | 114  |

- OCS: Queimou a largada
- DNF: Não completou
- DNS: Não largou